# Bradford West Gwillimbury
Bradford West Gwillimbury est une ville (town) de la province de l'Ontario, au Canada.

## Démographie
| 2001   | 2006   | 2011   | 2016   |
| ------ | ------ | ------ | ------ |
| 22 228 | 24 039 | 28 077 | 35 325 |